# Magnum (album)
Pour les articles homonymes, voir Magnum.
Albums de Philippe Katerine
52 reprises dans l'espace
(2011) Le Film
(2016)
Magnum est le douzième album studio de Philippe Katerine. Il est sorti en France en avril 2014. Le disque a été écrit en collaboration avec SebastiAn. La sortie de l'album est accompagnée de la sortie d'un film de même nom réalisé avec Gaëtan Chataigner.

## Chansons
| No  | Titre                | Durée |
| --- | -------------------- | ----- |
| 1.  | Delta                | 2:07  |
| 2.  | Sexy Cool            | 4:09  |
| 3.  | Stripteaseuses       | 3:54  |
| 4.  | Efféminé             | 3:29  |
| 5.  | Patouseul            | 3:08  |
| 6.  | Les Dictateurs       | 2:37  |
| 7.  | Amiami               | 4:12  |
| 8.  | Le Trouvère de Verdi | 2:59  |
| 9.  | ADN                  | 3:34  |
| 10. | Sensibles            | 3:29  |
| 11. | Imbécile heureux     | 3:48  |
| 12. | Faire tourner        | 2:35  |

| 1.  | Delta                      | 2:07 |
| 2.  | Sexy Cool                  | 4:08 |
| 3.  | Efféminé                   | 3:30 |
| 4.  | Patouseul                  | 3:09 |
| 5.  | Les Dictateurs             | 2:32 |
| 6.  | Amiami                     | 4:12 |
| 7.  | Le Trouvère de Verdi       | 2:59 |
| 8.  | ADN                        | 3:34 |
| 9.  | Imbécile Heureux           | 3:46 |
| 10. | Pendant qu'on fait l'amour | 3:30 |
| 11. | Faire tourner              | 2:36 |